# Nazionale femminile di hockey su prato del Brasile
La nazionale di hockey su prato femminile del Brasile è la squadra femminile di hockey su prato rappresentativa del Brasile ed è posta sotto la giurisdizione della Confederação Brasileira De Hockey.

## Partecipazioni

### Mondiali
- 1972-2006 - non partecipa

### Olimpiadi
- 1980-2008 - non partecipa

### Champions Trophy
- 1987-2009 - non partecipa

### Coppa panamericana
- 2001-2009 - non partecipa